# Ángel Ortiz
Ángel Ortiz (Aregua, Paraguai, 27 de desembre de 1977) és un futbolista paraguaià.
Ha disputat 27 partits amb la selecció del Paraguai entre els anys 2003 i 2007. Al Paraguai destacà al Club Guaraní.
| Estadístiques amb la Selecció del Paraguai | Estadístiques amb la Selecció del Paraguai | Estadístiques amb la Selecció del Paraguai |
| Anys                                       | Partits                                    | Gols                                       |
| ------------------------------------------ | ------------------------------------------ | ------------------------------------------ |
| 2003                                       | 13                                         | 0                                          |
| 2004                                       | 6                                          | 0                                          |
| 2005                                       | 7                                          | 0                                          |
| 2006                                       | 0                                          | 0                                          |
| 2007                                       | 1                                          | 0                                          |
| Total                                      | 27                                         | 0                                          |